# Julius Adrian Pollacsek
Julius Adrian Pollacsek, noto anche con lo pseudonimo di Adrian Polly (Budapest, 5 febbraio 1850 – ...), è stato uno scrittore, giornalista e imprenditore austro-ungarico naturalizzato tedesco.

## Biografia

### I primi anni tra Ungheria e Germania
Julius nacque a Budapest nel 1850, figlio del mercante Moritz Pollacsek e di sua moglie Cattarina Glasner. Terminò gli studi nel 1871 conseguendo il titolo di dottore. Fino al 1875 lavorò come insegnante e nell'ultimo biennio ricoprì l'incarico di direttore di un istituto scolastico commerciale di Debrecen.
Nel 1875 si trasferì nell'impero tedesco, per la precisione nella città di Schleswig, dove sposò Elisabeth Tiedemann, figlia di Caroline e Hinrich Tiedemann, quest'ultimo co-fondatore della Schleswig-Holsteinischen Landesbank. Seguendo le orme del suocero, fondò con un socio un'attività commerciale e bancaria, pubblicando nel 1876 anche i suoi primi due libri di contabilità. Parallelamente riprese l'attività di insegnante, svolgendo corsi serali di contabilità, inglese, francese, latino, geografia, matematica e scienze naturali. Nella città di Schleswig nacque la primogenita Elisabeth.
Nel 1877 tutta la famiglia si spostò ad Amburgo, città nella quale nacquero ulteriori due figli, Carola e Kurt; uno dei quattro padrini del battesimo di Kurt fu lo scrittore e poeta Theodor Storm. Nel 1880 Julius acquisì la cittadinanza tedesca, e ad Amburgo fu proprietario dell'agenzia letteraria Agentur W. Wulf & Co. Nella città anseatica iniziò a praticare anche l'attività di giornalista, diventando redattore della rivista "Omnibus" (in seguito "Illustrierte Familienzeitung") e collaborando con il Hamburger Nachrichten. Nel 1884 pubblicò il suo terzo libro, nel quale trattò degli aspetti culturali, infrastrutturali ed economici dello sviluppo di Amburgo.

### Il rilancio turistico dell'isola di Sylt
Nel 1884 iniziò a interessarsi degli aspetti commerciali del termalismo, acquistando e divenendo Kurditektor dei bagni "Bad Westerland" e "Bad Wenningstedt", entrambi nell'isola di Sylt. Nell'isola del Mare del Nord investì ingenti somme non solo nelle attività ricreative, bensì anche in comparti collegati: si deve a lui la prima costruzione di una linea ferroviaria finanziata interamente con capitali privati, collegando Westerland con Munkmarsch. In collaborazione con l'imprenditore Albert Ballin aprì una residenza per bambini, nel ruolo di presidente dell'associazione degli ospedali pediatrici. Nei suoi 8 anni quale direttore dei bagni le presenze turistiche triplicarono, contribuendo così allo sviluppo dell'isola e alla sua affermazione quale meta turistica.
Nel 1893 vendette i bagni al comune di Westerland, abbandonò l'isola e si trasferì a Berlino, dove convolò a seconde nozze con Gizella von Gobbi-Ruggieri, figlia di un compositore ungherese, dalla quale ebbe due figli, Adrian ed Erika. Tornerà a Sylt nel 1904, come consigliere tecnico del resort "Nordseebades Kampen".

### La scoperta del termalismo a Levico

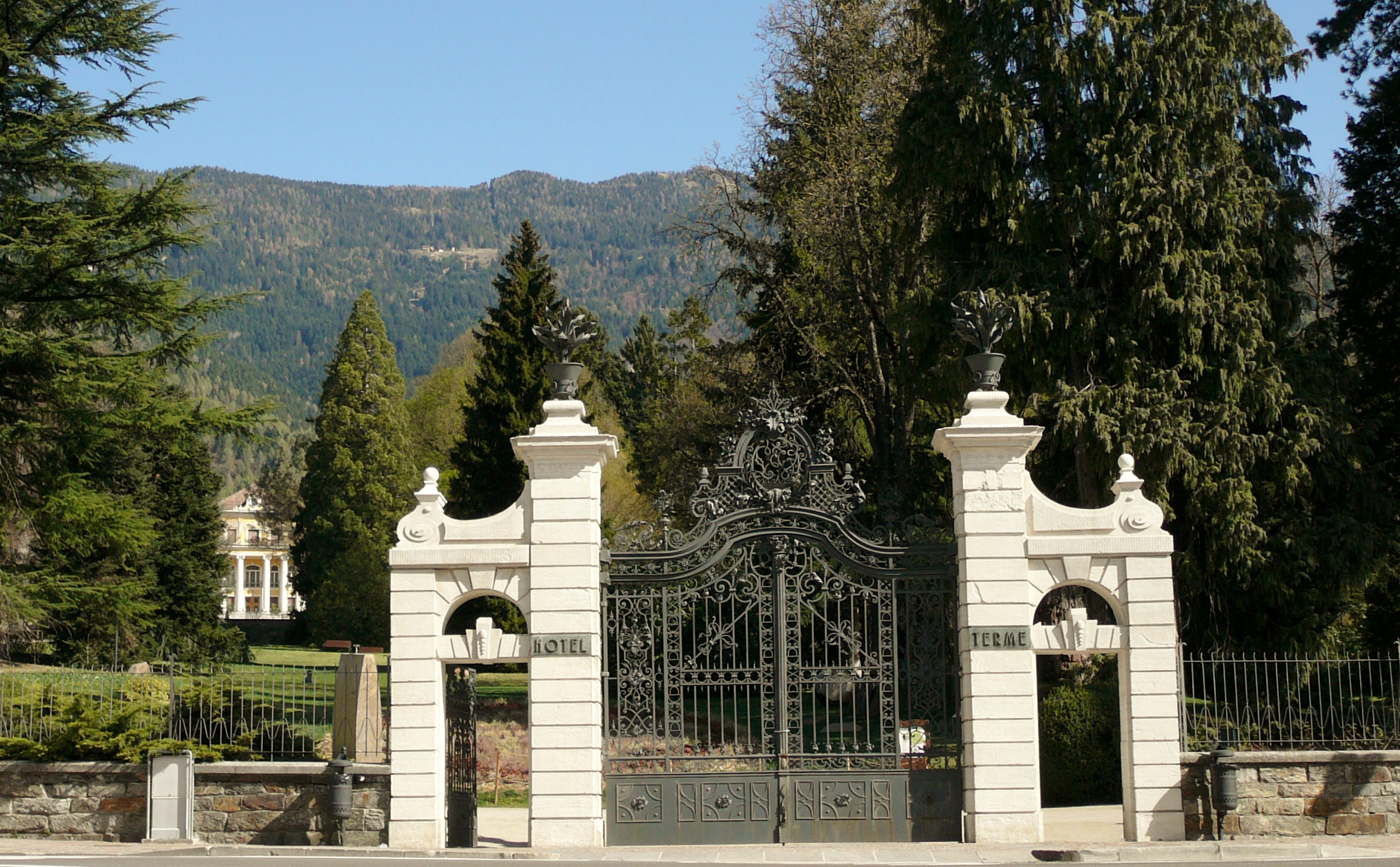
L'ingresso del Parco delle Terme

Nel 1894 lasciò Berlino per stabilirsi a Levico, nell'allora Südtirol (attuale Trentino), dove fondò nel 1895 la società Levico-Vetriolo-Heilquellen (in italiano "Società Fonti di Levico Vetriolo", chiamata dai locali del tempo "la Berlinese"), ne assunse il ruolo di direttore generale e rilevò la gestione dell'attività termale controllata dal 1860 dalla Società Balneare. I piani di sviluppo della città subirono un'accelerata nel 1896 con l'inaugurazione della ferrovia Trento-Tezze, e in questo contesto la nuova società concordò con il comune la costruzione di un grande stabilimento termale all'interno di un albergo di lusso, circondato da un grande parco "all'inglese", un viale di collegamento con la stazione ferroviaria e uno stabilimento per l'imbottigliamento e la spedizione delle acque.
I lavori di costruzione di quello che diventerà il Grand Hotel Imperial iniziarono il 15 novembre 1898, contemporaneamente alla trasformazione di 120.000 m² di terreno arativo nel Parco degli Asburgo: la progettazione del parco venne affidata all'architetto Georg Ziehl e le piante del parco, già grandi nel momento della loro messa a dimora, vennero fatte arrivate tramite ferrovia da vivai austriaci. I lavori in muratura dell'hotel durarono appena 8 mesi, mentre l'inaugurazione avvenne il 16 giugno 1900, pochi giorni dopo la visita dell'Arciduca d'Austria Eugenio. Lo stabilimento termale, che utilizzava le acque arsenicali-ferruginose della fonte di Vetriolo, era dotato di sale per idroterapia, ginnastica svedese, bagni di sole, bagni idroelettrici, elettroterapia e Roentgenterapia.
Sotto la sua direzione vennero investite ingenti risorse nella promozione a livello internazionale, soprattutto in Germania, Austria, Francia, Italia, Paesi Bassi, Stati Uniti e alcuni Paesi del Sudamerica. Nonostante l'affermarsi di Levico quale meta del turismo internazionale di inizio XX secolo, la società fece registrare numerose perdite, per le quali venne accusata la gestione disinvolta del direttore: per questo motivo gli altri soci della Berlinese lo rimossero dalla carica nel 1901, e la famiglia Pollacsek fece così ritorno a Berlino.

### Corrispondente dalla Russia e l'esilio
Nel 1905, dopo la seconda parentesi a Sylt, si trasferì a San Pietroburgo, capitale dell'impero russo, nella quale fu caporedattore del St. Petersburger Politischen Correspondenz, giornale di corrispondenza politica dalla Russia in lingua tedesca. Nel 1906 acquisì lo pseudonimo di Adrian Polly, con il quale pubblicò tutte le sue successive opere, tra le quali una sulla rivoluzione russa del 1905. Allo scoppio della prima guerra mondiale nel 1914 venne imprigionato come prigioniero di guerra in quanto cittadino tedesco; riuscì a fuggire nel 1917 nel corso della rivoluzione russa e trascorse due anni in esilio in Svezia, ospitato dal generale Per Hendrik Brandström, ex inviato reale svedese a San Pietroburgo.
Nel 1919 tornò a vivere a Berlino, ora capitale della Repubblica di Weimar, dove pubblicò le sue due ultime opere. Il 28 febbraio 1921 lo pseudonimo venne ufficialmente unito al cognome, e da quel momento lui e i suoi figli Adrian ed Erika (nati dal secondo matrimonio) iniziarono a chiamarsi "Polly-Pollacsek". Questa è l'ultima data in cui si hanno notizie di Julius Polly-Pollacsek, in quanto restano sconosciuti il luogo e la data esatta della sua morte.

## Opere
Tutte le sue opere sono state redatte in lingua tedesca:
- Julius Adrian Pollacsek, Der Buchhaltungsbeamte, 1876.
- Julius Adrian Pollacsek, Handbuch für das Detail-Waren-Geschäft, Schleswig, Bernhard Meves, 1876.
- Julius Adrian Pollacsek, Städtebilder: Hamburg, Zurigo, Caesar Schmidt, 1884.
- Adrian Polly, Zu Russlands Revolution und Neugeburt, Lipsia, Teutonia, 1906.
- Adrian Polly, Russisches Leben, Lipsia, Teutonia, 1907.
- Adrian Polly, Der Umsturz des russischen Kaiserreiches, Berlino, Baumgärtel, 1919.
- Adrian Polly, Gegen das gemeinsame Ehegemach! : Ein Kulturproblem, Zurigo, Verlag G. Bereiter, 1920.